# Källsjön, Östergötland
Källsjön är en sjö i Motala kommun i Östergötland och ingår i Motala ströms huvudavrinningsområde. Sjön har en area på 0,0694 kvadratkilometer och ligger 109,6 meter över havet.

## Delavrinningsområde
Källsjön ingår i det delavrinningsområde (650067-145874) som SMHI kallar för Utloppet av Salstern. Medelhöjden är 127 meter över havet och ytan är 30,96 kvadratkilometer. Räknas de 3 avrinningsområdena uppströms in blir den ackumulerade arean 73,91 kvadratkilometer. Hällestadsån (Storån) som avvattnar avrinningsområdet har biflödesordning 2, vilket innebär att vattnet flödar genom totalt 2 vattendrag innan det når havet efter 97 kilometer. Avrinningsområdet består mestadels av skog (66 procent). Avrinningsområdet har 4,86 kvadratkilometer vattenytor vilket ger det en sjöprocent på 15,6 procent.